# Koré
Pour les articles ayant des titres homophones, voir Chorée, Coré et Corée.
Koré est une commune située dans le département de Dédougou de la province du Mouhoun au Burkina Faso.